# Patrick Joseph Barry
Patrick Joseph Barry (* 15. November 1868 in Lauragh, County Clare, Irland; † 13. August 1940 in Jacksonville, Florida, USA) war Bischof von Saint Augustine.

## Leben
Patrick Joseph Barry empfing am 9. Juni 1895 das Sakrament der Priesterweihe für das Bistum Saint Augustine. Er wurde Kurat an der Immaculate Conception Church in Jacksonville. 1903 wurde Barry Pfarrer der Pfarrei St. Monica in Palatka. 1917 wurde Patrick Joseph Barry Rektor der St. Augustine Cathedral in Jacksonville und Generalvikar des Bistums Saint Augustine.
Am 22. Februar 1922 ernannte ihn Papst Pius XI. zum Bischof von Saint Augustine. Der Erzbischof von Baltimore, Michael Joseph Curley, spendete ihm am 3. Mai desselben Jahres die Bischofsweihe; Mitkonsekratoren waren der Bischof von Wilmington, John J. Monaghan, und der Bischof von Buffalo, William Turner.
Gemeinsam mit seiner Schwester Mary Gerald Barry, einer Dominikanerin, gründete er die Barry University.